# Gotland och Wisby i taflor
Gotland och Wisby i taflor är en bok utgiven 1858 med tjugo originalteckningar av Pehr Arvid Säve och beskrivande text av Carl Johan Bergman.

## Bakgrund
Under mitten av 1800-talet publicerades flera litografiska planschverk i Sverige. På Gotland kunde samtidens stora intresse för romantiska ruiner återges i det ur gotländsk synpunkt viktigaste verket, Gotland och Wisby i taflor.
Hösten 1858 såldes de första häftena till planschverket som i färdigt skick och kom att innehålla 64 sidor och 20 litograferade teckningar samt en karta över Gotland med plan över Visby innerstad. Redan när boken anmäldes till Gotlands läns tidning den 1 november uttrycktes en förhoppning att den skulle komma ut i ytterligare en upplaga vilket också skedde 1861.
Carl Johan Bergman inleder boken, öfversigten, med dessa ord: 
"Den fordna hanse-staden på Gotland eger i trenne hänseenden, nemligen genom storartade kyrkliga, militära och borgerliga fornlemningar, ett egendomligt och monumentalt skaplynne. Kasta vi blicken först på dess kyrkliga minnesvårdar, så möta oss af dess under Medeltiden aderton, större och mindre, kyrkor"
Sedan följer en genomgång av de kyrkor som ingår i planschverket innan texten fördjupar sig i varje enskilt verk. Boken är utgiven av Albert Bonniers förlag.